# Marnie McPhail
Marnie McPhail (Columbus (Ohio), 4 juli 1966) is een Amerikaanse actrice.
McPhail is het meest bekend van haar rol als Annie Edison in de televisieserie The Edison Twins waar zij in 78 afleveringen speelde (1984-1986).

## Biografie
McPhail werd geboren in Columbus (Ohio), later verhuisde zij naar Toronto waar zij de high school doorliep aan de Etobicoke School of Arts. In Canada begon zij in 1984 met acteren in de televisieserie The Edison Twins. 
McPhail is in 2004 in County Clare getrouwd met Reed Diamond. Naast het acteren speelt zij samen met haar man ook in de rockband Chuck Valiant, zij als zangeres en hij als gitarist. Zij woont nu met haar man in Los Angeles.

## Filmografie

### Films
- 2024 Trap - als Jody's moeder
- 2021 Candy Cane Candidate - als Gwen
- 2021 Jingle Bell Princess - als Annie Cutler
- 2021 Cupids on Beacon Street - als Greta
- 2007 Stir of Echoes: The Homecoming – als Molly Cogan
- 2005 The Greatest Game Ever Played – als Mary Ouimet
- 2005 Tagged: The Jonathan Wamback Story – als Lozanne Wamback
- 2004 Sleep Murder – als Sarah Ledger
- 2004 Sugar – als Madge
- 2003 The Piano Man's Daughter – als jonge Lily Kilworth
- 2003 Defending Our Kids: The Julie Posey Story – als Maria
- 2002 Hell on Heels: The Battle of Mary Kay – als Brooke
- 2002 RFK – als Ethel Kennedy
- 2002 Scared Silent – als Lynn Jordan
- 2001 Stolen Miracle – als Karen Lewis
- 2001 A Town Without Christmas – als Isabel
- 2001 Walter and Henry – als Mrs. Myles
- 2001 Haven – als Tex
- 2000 One True Love – als Lucy Pearl
- 2000 The Last Producer – als Julia Tallridge
- 2000 Dirty Pictures – als Reising
- 1999 Born Bad – als bankmedewerkster
- 1999 Grizzly Falls – als moeder
- 1998 Mind Games – als Cora Bosco
- 1998 Evidence of Blood – als Edna Mae Kinley
- 1997 Nights Below Station Street – als Myhrra
- 1996 Star Trek: First Contact – als Eiger
- 1995 Body Language – als Elaine Sloane
- 1994 Without Warning – als Donna Hastings
- 1994 The Circle Game – als Monika
- 1991 Deadly Medicine – als Helen McKay

### Televisieseries
Uitgezonderd eenmalige gastrollen.
- 2023 The Way Home - als Rita Richards - 6 afl.
- 2003-2011 JoJo's Circus – als Peaches – 12 afl.
- 2006 The State Within – als George Blake – 6 afl.
- 2001-2005 Braceface – als Maria Wong – 71 afl.
- 2003-2004 Queer as Folk – als Rita Montgomery – 2 afl.
- 2003 Wild Card – als Barbara Miller – 2 afl.
- 2001-2002 The Associates – als Cindy Baxter – 14 afl.
- 2001-2002 Soul Food – als Amanda Walker – 3 afl.
- 1998-1999 Sliders – als Elizabeth Mallory – 3 afl.
- 1984-1986 The Edison Twins – als Annie Edison – 78 afl.

- Bibliothèque nationale de France: cb16519570s (data)
- International Standard Name Identifier: 0000 0001 2065 5926
- Virtual International Authority File: 171658435